# Чеа Сім
Чеа Сім (кхмер. ជា សីុម; 15 листопада 1932 — 8 червня 2015) — камбоджійський військовик, державний і політичний діяч, один з найвищих керівників НРК. Учасник громадянської війни, військово-політичний функціонер червоних кхмерів. Розірвав відносини з полпотівським режимом, займав пров'єтнамські позиції в кампучійсько-в'єтнамському конфлікті 1980-х років. Був головою парламенту НРК. У 1992—1993 роках обіймав посаду голови Державної ради Камбоджі. Також виконував обов'язки глави держави (регента) впродовж трьох днів у жовтні 2004 року.

## Життєпис
Народився в селянській родині. Навчався у буддійській школі. В 16-річному віці став ченцем, але за два роки долучився до антиколоніального руху «Незалежних кхмерів». Після проголошення незалежності Камбоджі служив у королівській армії.
1954 року вступив до лав комуністичної Кхмерської народно-революційної партії, в якій у подальшому обіймав посади секретарів різних рівнів. Від 1966 року входив до керівництва Комуністичної партії Кампучії, брав активну участь у русі «червоних кхмерів». Від 1970 року очолював районну партійну організацію в Кампонгтямі. Брав участь у громадянській війні проти Кхмерської Республіки.
Після приходу до влади «червоних кхмерів» у квітні 1975 року отримав пост коменданта «20-го округу Східної військової зони» Демократичної Кампучії. Також обіймав посаду регіонального партійного секретаря, фактично керував місцевим репресивним апаратом.
Від 1977 року полпотівська верхівка почала чистку партійно-державного апарату й військового командування. Функціонери прикордонної з В'єтнамом «Східної зони» опинились під особливою підозрою. Не дочікуючись репресій, у травні 1978 року Чеа Сім утік до В'єтнаму. 2 грудня того ж року він став одним із членов-засновників «Єдиного фронту національного порятунку Кампучії» — об'єднання пров'єтнамських комуністів.
У грудні 1978 року почалась масована в'єтнамська інтервенція до Камбоджі. 7 січня 1979 року в'єтнамські війська увійшли до Пномпеня. Під в'єтнамським контролем була проголошена Народна Республіка Кампучія (НРК). Урядові функції прийняв Народно-революційний комітет, а від 1981 року — Державна рада НРК під головуванням Генг Самріна.
У перші роки існування НРК Чеа Сім був другою особою режиму після Генг Самріна. Від січня 1979 до червня 1981 року він обіймав посаду міністра внутрішніх справ. Під його керівництвом було закладено основи каральних органів НРК. Від червня 1981 до червня 1993 Чеа Сім очолював Національну асамблею НРК і Держави Камбоджа.
Наприкінці 1980-х років військово-політична обстановка в Кампучії змінилась у контексті нової міжнародної обстановки. Уряд НРК пішов на перемовини з опозицією. 1989 року в'єтнамські війська залишили територію Кампучії. Від 1 травня 1989 року шляхом конституційних змін НРК було переформовано на Державу Камбоджа. 23 жовтня 1991 року було укладено Паризькі угоди про мирне врегулювання.
Урядова компартія відмовилась від марксизму-ленінізму та була перейменована на Народну партію Камбоджі. В жовтні 1991 року Генг Самрін, якого асоціювали з в'єтнамською окупацією, залишив пост генерального секретаря партії, а 1992 року — пост голови Державної ради. Головою Народної партії та головою Державної ради став Чеа Сім. Однак реальну партійно-державну владу зосередив у своїх руках прем'єр-міністр Гун Сен.
Після відновлення монархії та ліквідації Державної ради Чеа Сім очолював палати камбоджійського парламенту: у 1993—1998 роках був головою Національної асамблеї, а у 1999—2015 роках — сенату. Формально виконував обов'язки глави держави за відсутності короля Нородома Сіанука (1993, 1994, 1995).
Впродовж трьох днів у жовтні 2004 року, між зреченням короля Нородома Сіанука та сходженням на престол Нородома Сіамоні, Чеа Сім як голова сенату був главою держави — регентом Королівства Камбоджа.
Упродовж кількох років продовжувалась боротьба за владу та вплив між Чеа Сімом і Гун Сеном. Вирішальна сутичка відбулась у «міжцарстві» жовтня 2004 року, коли Чеа Сім відмовився підписувати конституційні зміни, що їх вимагав Гун Сен. Ті зміни дозволили б знову сформувати коаліцію Народної партії з монархічною ФУНСІНПЕК. Перемогу в тому протистоянні здобув Гун Сен. Після цього функції Чеа Сіма остаточно звелись до церемоніальних. Впродовж тривалого часу Чеа Сім перебував на лікуванні у В'єтнамі.
2011 року кількох співробітників охорони Чеа Сіма на чолі з Чхоюном Чантханом було заарештовано за звинуваченням у корупції та незаконному зберіганні зброї. Той епізод спеціально відзначав Гун Сен. 2012 року Чхоюн Чантхан був звільнений за рішенням апеляційного суду.
Головою сенату Камбоджі й формально головою Народної партії Камбоджі Чеа Сім залишався до самої своєї смерті.
Був одружений з Нем Союн, мав чотирьох синів і трьох дочок.

## Примтіки
1. ↑  https://pantheon.world/profile/person/Chea_Sim
2. ↑  Samdech Chea Sim Biography. Архів оригіналу за 15 травня 2021. Процитовано 25 жовтня 2018.
3. ↑  CHEA Sim, Président du Sénat. Архів оригіналу за 16 травня 2013. Процитовано 25 жовтня 2018.
4. ↑  Cambodia: Chea Sim Death Shows Failings of Khmer Rouge Court. Архів оригіналу за 14 червня 2020. Процитовано 25 жовтня 2018.
5. ↑  Chea Sim: Politician who left the Khmer Rouge and became a key figure in Cambodia after the fall of the brutal regime. Архів оригіналу за 23 червня 2018. Процитовано 25 жовтня 2018.
6. ↑  Chea Sim bodyguard chief seized. Архів оригіналу за 26 жовтня 2018. Процитовано 25 жовтня 2018.
7. ↑  មេអង្គរក្សលោក ជា ស៊ីម នឹងជម្រះនៅឧទ្ធរណ៍ ២៧ កញ្ញា[недоступне посилання]
8. ↑  ជីវប្រវត្តិ សម្តេចអគ្គមហាធម្មពោធិសាល ជា ស៊ីម ប្រធានព្រឹទ្ធសភា. Архів оригіналу за 7 червня 2017. Процитовано 25 жовтня 2018.